# Президентські вибори у США 1860
Президентські вибори в США 1860 року привели до виникнення громадянської війни. Країна була розділена протягом 1850-х років з питань прав штатів та рабовласництва на нових територіях. 1860 року це врешті-решт спричинило розкол в стані домінуючої Демократичної партії на південну та північну фракції. Це призвело до перемоги на виборах кандидата від Республіканської партії Авраама Лінкольна без всякої підтримки південних штатів.
Негайним результатом перемоги Лінкольна стала заява Південної Кароліни, а потім й інших південних штатів про вихід зі складу Сполучених штатів. Заяву про вихід було оголошено незаконною як ще діючим президентом Джеймсом Бьюкененом, так і новообраним Авраамом Лінкольном.

## Вибори

### Результати

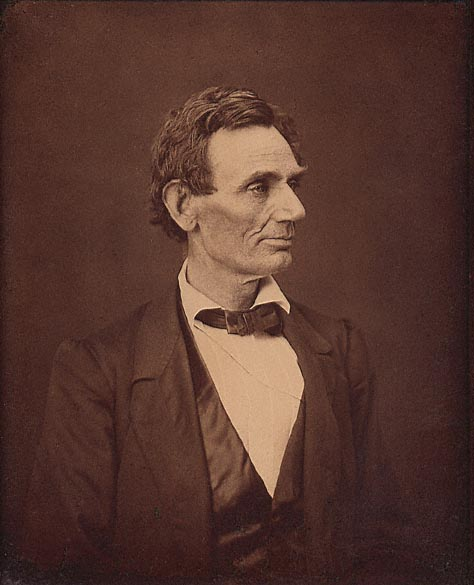
Внаслідок виборів 1860 року Авраам Лінкольн став шістнадцятим президентом США.

| Кандидат               | Партія                                    | Виборці   | Виборці | Виборники |
| Кандидат               | Партія                                    | Кількість | %       | Виборники |
| ---------------------- | ----------------------------------------- | --------- | ------- | --------- |
| Авраам Лінкольн        | Республіканська партія                    | 1.865.908 | 39,8 %  | 180       |
| Джон Кебелл Брекінрідж | Демократична партія (південна фракція)    | 848.019   | 18,1 %  | 72        |
| Джон Белл              | Партія конституційного союзу/Партія вігів | 590.901   | 12,6 %  | 39        |
| Стівен Дуглас          | Демократична партія (північна фракція)    | 1.380.202 | 29,5 %  | 12        |
| Всього                 | Всього                                    | 4.685.561 | 100 %   | 303       |